# Lublina
Lublina es un género de foraminífero bentónico de la familia Lublinidae, de la superfamilia Chilostomelloidea, del suborden Rotaliina y del orden Rotaliida. Su especie tipo era Lublina lublinensis. Su rango cronoestratigráfico abarca desde el Campaniense hasta el Maastrichtiense inferior (Cretácico superior).

## Clasificación
Lublina incluye a la siguiente especie:
- Lublina lublinensis †